# Pribiš
Pribiš (in ungherese Pribis) è un comune della Slovacchia facente parte del distretto di Dolný Kubín, nella regione di Žilina.